# Voruta

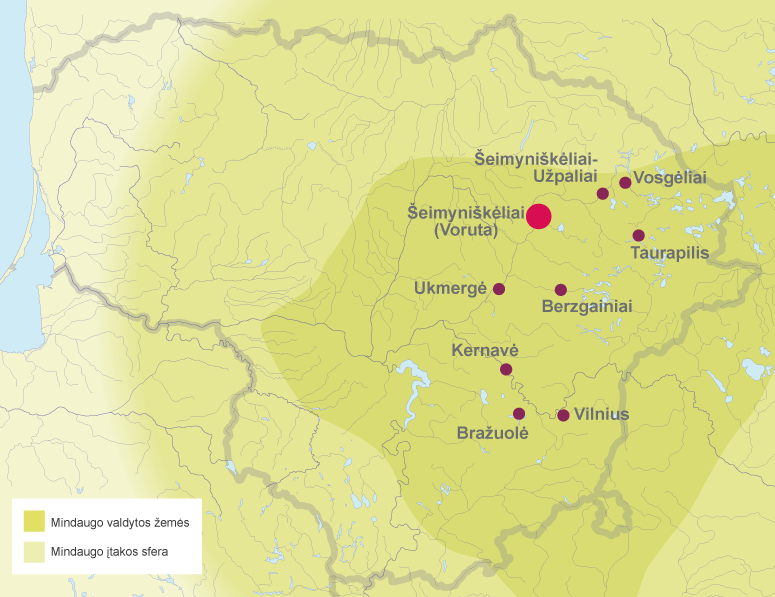
Emplacement supposé de la ville à l'époque du roi Mindaugas.

Voruta est une ville disparue de Lituanie qui était peut-être située dans le district d'Anykščiai actuel. Elle aurait été la première capitale du Grand-duché de Lituanie entre le XIIIe et le XVe siècle et aurait abrité le château du roi Mindaugas Ier.

## Histoire
Cette ville a été mentionnée[pas clair] dans les chroniques d’Ipatiev vers 1250 et 1252. Celles-ci racontent comment le roi Mindaugas et son beau-frère, soutenus par l’Ordre Livonien, ont combattu Tautvilas qui faisait le siège du château.

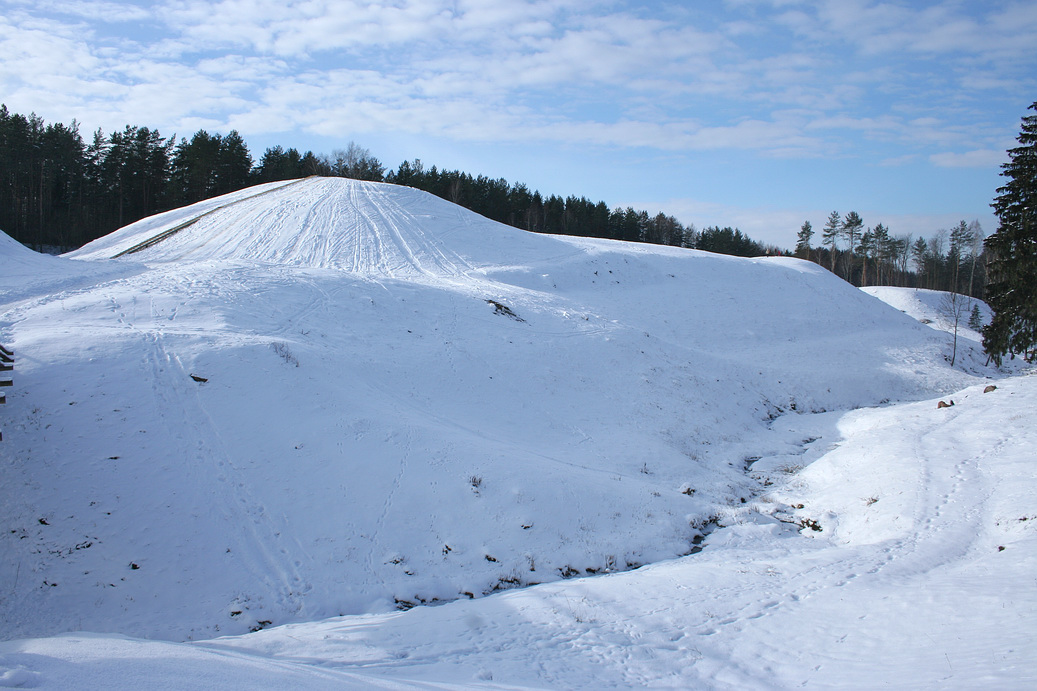
Le tumulus de Šeimyniškėliai, un des sites supposés de Voruta.

Aujourd'hui les archéologues pensent que la ville aurait été située sur le tumulus de Šeimyniškėliai, près de la rivière Varius .

## Étymologie
L’origine du nom et aussi sujette à de nombreuses hypothèses. Le nom de Voruta pourrait venir du nom de la colline « Varutės kalnu ». Selon le linguiste lituanien Kazimieras Būga (en) (1879-1924), Voruta serait simplement un nom générique pour « château ».

## Dans la culture populaire
Voruta est le nom d'une marque de vin lituanien produit dans la région d'Anykščiaien hommage à la légende du château du roi Mindaugas.

## Sources
1. ↑  (lt) « Šeimyniškėlių piliakalnio istorinis kompleksas / Voruta - Apsilankykite! - Anykščiai - Kultūros miestas! », sur www.kulturos-miestas.lt (consulté le 23 juillet 2023)
2. ↑  « Volynės metraštis – ELIP (Enciklopedija Lietuvai ir pasauliui) », sur lietuvai.lt (consulté le 23 juillet 2023)
3. 1 2  (lt) Voruta, « Kas toji Voruta? », sur Voruta, 6 août 2013 (consulté le 23 juillet 2023)
4. ↑  (lt) « Ar Jums yra 20 metų? », sur Anykščių vynas (consulté le 23 juillet 2023)